# Specklinia microphylla
Specklinia microphylla är en orkidéart som först beskrevs av Achille Richard och Henri Guillaume Galeotti, och fick sitt nu gällande namn av Alec M. Pridgeon och Mark W. Chase. Specklinia microphylla ingår i släktet Specklinia och familjen orkidéer. Inga underarter finns listade i Catalogue of Life.